# 3Dデータを活用する会
一般社団法人3Dデータを活用する会（3Dデータをかつようするかい、略称:3D-GAN）は、3Dデータとその関連分野の団体である。事務局は台東区上野に所在。

## 概要
2007年に設立され、業種を問わず「3Dデータを活用すること」を共通項として活動する。これまで3DCADと3DCGでは両者ともに3Dデータを扱うものの業種間での交流は少なかった。当団体は3Dデータを扱う業界関係者間の交流の促進、業界の振興を目的として活動する。

## 沿革
- 2007年11月15日 - 有志25名で非営利の任意団体として『3次元形状を活用する会』が結成された[1]。
- 2011年1月24日 - 一般社団法人として設立登記。

## 支援した製品
- QUMARION[2][3] - 3Dデッサン人形。会員企業のセルシス、ソフトイーサ、ビビアンが共同開発した。
- 妖精眼鏡[2] - ARアプリ。
- MoNoGon[2] - STL修正ソフトウェア。会員企業のカタッチが開発した[4]。
- キャラミん (MOOSTA OMPの後継[5]) - 3Dキャラアニメーションによる音楽ビジュアライザー。MOOSTAは、ソフトイーサ及びテラメトリックデザインが参画し、サイバードとツクルスが共同開発した[2]。